# Odontamblyopus rebecca
Odontamblyopus rebecca är en fiskart som beskrevs av Murdy och Koichi Shibukawa 2003. Odontamblyopus rebecca ingår i släktet Odontamblyopus och familjen smörbultsfiskar. Inga underarter finns listade i Catalogue of Life.